# Metopoceras rubida
Metopoceras rubida är en fjärilsart som beskrevs av Karl Schawerda 1934. Metopoceras rubida ingår i släktet Metopoceras och familjen nattflyn. Inga underarter finns listade i Catalogue of Life.